# 松永俊弥
松永 俊弥（まつなが としや、1958年6月22日 - ）は静岡県出身のセッション・ドラマー。株式会社ハーフトーンミュージック所属。テクノロックバンド・パール兄弟のメンバー。

## 概要
- 成城大学軽音楽部出身。
- 1981年の末頃、石川ひとみが新たに編成したバックバンド「スペーシージョー」に参加、12月24日に椿山荘で行われた石川ひとみクリスマスコンサート・ファンの集いがこのバンドとしての初ステージとなり、その後も1985年5月頃まで石川ひとみのバックバンド(後にアクエリアスと改名）にてドラムを担当するようになる。
- 1982年11月、石川ひとみの早稲田大学学園祭でのライブにバックバンドのドラマーとして参加。これは「キャンパスライブ」として翌年レコードが発売された。
- 1983年から1984年頃にかけて、山本達彦のバックバンド参加を機にプロとしての活動を始める。
- 1985年から1988年にかけて、岩崎宏美のバックバンド激光旋律団に参加。
- 1985年11月にパール兄弟に加入。その後、1986年6月にメジャーデビュー。
- パール兄弟の正式なメンバーであるが、2006年の再始動時には参加せず（2013年のライブから復帰）、他アーティストのライブやレコーディングなどにセッション・ドラマーとして参加、活動している。
- 1994年、渡辺美里のバンドメンバーとして参加。以来現在に至るまで美里バンドのドラムスを担当している。
- 声優歌手の水樹奈々のバンド、cherry boysにも参加しており、愛称はマーチン。ライブのリハーサルやライブ本番ではコミカルな動きで周囲の笑いを誘っている。
- 息子の松永明日斗もドラマー。

## 活動

### パール兄弟
シングル
- 鉄カブトの女（1986年11月）
- ケンタッキーの白い女（1987年3月）
- ヨーコ分解（1987年9月）
- パール&スノウ（1987年11月）
- タンポポの微笑み（1989年3月）
- 色以下（1989年9月）
- PANPAKAクルージング（1990年5月）
- 君にマニョマニョ（1992年2月）
- サンデーナイトはin the パーク（1993年5月）

アルバム
- 未来はパール（1986年6月）
- パールトロン（1987年3月）
- ブルー・キングダム（1988年2月）
- TOYVOX（1989年4月）
- ベスト・レシピ（1989年12月）
- 六本木島（1990年6月）
- ブートレグだよ（1991年6月）
- 完璧なベスト（1992年1月）
- 大ピース（1992年2月）
- LOUD,BOOOST&SWIM（1992年7月）
- 公園へ行こう（1993年6月）

### レコーディング参加
- aiko
- いきものがかり
- 石岡美紀
- 石嶺聡子
- 岩崎宏美
- 上田浩恵
- F-BLOOD
- EPO
- 清春
- 小泉今日子
- 西城秀樹
- Something ELse
- SHUUBI
- スキマスイッチ
- 鈴木雅之
- 沢田研二
- 反町隆史
- 久宝留理子
- 谷山浩子
- 寺岡呼人
- 中川翔子
- 西脇唯
- BEGIN
- 広末涼子
- 福山雅治
- 藤井フミヤ
- 藤井尚之
- ポルノグラフィティ
- My Little Lover
- 槙原敬之
- 松たか子
- 真心ブラザーズ
- 南佳孝
- 柳ジョージ
- 山口由子
- 吉田拓郎
- 渡辺美里

他多数

### コンサート参加
- 渡辺美里
- ポルノグラフィティ
- 水樹奈々
- My Little Lover
- 稲垣潤一
- 崎谷健次郎
- BEGIN
- 福山雅治
- 高野寛
- MIO
- F-BLOOD
- 槇原敬之
- いきものがかり
- 奥華子
- 有安杏果（ももいろクローバーZ）
- 斉藤由貴
- 岩崎宏美
- 石川ひとみ

他多数

### その他
テレビ番組
- 『SMAP×SMAP』（SMAP、ソロの木村拓哉のバックバンド）
- 『ミュージックステーション』
- 『HEY!HEY!HEY! MUSIC CHAMP』
- 『あさイチ』（フレンズ、ソロのNOKKOのバックバンド）

映像作品
- ポルノグラフィティ - 『リンク』ミュージッククリップ他、ライブ映像作品など
- 水樹奈々 - ライブ映像作品など